# 神戸事件をめぐる革マル派事件
神戸事件をめぐる革マル派事件（こうべじけんをめぐるかくマルはじけん）は、1997年（平成9年）に日本の新左翼の革マル派が起こした一連の事件である。なお、この「神戸事件」とは神戸連続児童殺傷事件のことを指す。

## 事件の背景
1997年6月28日に神戸連続児童殺傷事件の犯人（以降「少年A」とする）が逮捕されて以降、革マル派は「神戸事件の真相を究明する会」と称する団体を立ち上げ、少年Aは真犯人ではないとする主張を展開した。
革マル派の政治思想に「権力謀略論」というものがあり、「国家権力は謀略をもって革マル派の撲滅を図っている」という主張を常日頃から展開していた。神戸連続児童殺傷事件も「犯罪に対する危機感を煽って、国家権力の増強を企図しようとした謀略犯罪」とし、それを「立証」するための各種非合法活動を行った。
なお、この事件の冤罪説を主張している者はいるが、当の少年A自身は神戸連続児童殺傷事件に関して冤罪を主張していない。

## 事件の概要
革マル派には「全学連特別行動隊（JAC）」と呼ばれる非公然組織があり、中核派や社青同解放派の活動家を独自の調査網で見つけ出すなど、調査能力の高さは他の党派を圧倒していた。今回の一連の事件もこの調査能力を駆使して様々な犯罪を行った。

### 神戸大学医学部侵入事件
神戸大学医学部では、神戸連続児童殺傷事件の被害者の司法解剖を実施しており、解剖結果報告書などの資料が保管されていた。
1997年9月13日から15日にかけて、革マル派メンバーは神戸大学医学部に侵入し、司法解剖を実施した教授の教官室から資料の写真撮影を行った。

### 神戸事件犯人両親宅侵入事件
革マル派は、少年Aの両親を自陣営に引き込むために両親の居所を調査していた。ところが少年Aの両親は事件後、自宅を引き払い所在が不明になっていた。
そのため少年Aの叔母宅の電話盗聴をしたところ、両親の転居予定先が判明し、両親が入居する前の1997年9月20日から23日にかけて、転居先に盗聴器を仕掛けた。

### 兵庫県立光風病院侵入事件
兵庫県立光風病院（精神科の病院）の院長は少年Aの精神鑑定を行っており、その資料が院長室に保管されていた。
1997年9月25日から26日にかけて、革マル派メンバーは光風病院に侵入し、院長室から精神鑑定の資料や検察の供述調書などを盗み出した。

### 関東医療少年院侵入事件
1997年10月13日、神戸家庭裁判所は医療少年院送致を決定し、少年Aは関東医療少年院に収容された。そして、少年Aの両親は時々面会に訪れていた。
革マル派は、少年院内での両親との接触が可能かを確かめるため、関東医療少年院に侵入した。